# Leatno, Șumen
Leatno (în bulgară Лятно) este un sat în comuna Kaolinovo, regiunea Șumen,  Bulgaria. 

## Demografie
Componența etnică a satului Leatno
     Bulgari (1,59%)
     Turci (53,01%)
     Romi (41,48%)
     Nicio identificare (3,9%)
La recensământul din 2011, populația satului Leatno era de 564 locuitori. Din punct de vedere etnic, majoritatea locuitorilor (53,01%) erau turci, existând și minorități de romi (41,48%) și bulgari (1,59%). Pentru 3,9% din locuitori nu este cunoscută apartenența etnică.